# Loge Ken U Zelven
Loge Ken U Zelven is een vrijmetselaarsloge in Hoornsterzwaag (Heerenveen) opgericht in 1911, vallende onder het Grootoosten der Nederlanden.

## Geschiedenis
Op 14 december 1910 deden E. de Beyer, G. van Schouwen, Onderwater, J. ten Cate en G.B. Wieling het verzoek tot stichten van een ‘loge met beperkte bevoegdheid’. In dit verzoek werd o.m. medegedeeld dat in 1885 Hamelink het initiatief had genomen tot oprichting van de Maçonnieke Vereniging: ‘Maçonnieke Bijeenkomsten’. Na 12 november 1896 waren geen vergaderingen meer gehouden maar op 6 december 1905 kwam men weer bijeen, als gevolg van de bemoeïngen van Wieling. De daarop verleende constitutiebrief voor een loge met ‘beperkte bevoegdheid’ is gedateerd 18 juni 1911. De loge werd op 15 oktober 1911 geïnstalleerd. Door het Grootoosten van 19 juni 1921 werd aan de loge volledige bevoegdheid toegekend.

## Voorzittend Meesters
In onderstaande lijst een overzicht van de Voorzittend Meesters van Loge Ken U Zelven gedurende de eerste 70 jaar van haar bestaan.
| Van  | Tot  | Voorzittend Meester     |
| ---- | ---- | ----------------------- |
| 1911 | 1914 | jhr. E.W.J. de Beyer    |
| 1914 | 1939 | ds. H.A. Ludwig         |
| 1939 | 1940 | J.J. Visser             |
| 1945 | 1946 | ds. S.I. van der Heulen |
| 1946 | 1947 | J.J. Visser             |
| 1947 | 1948 | van der Brug            |
| 1947 | 1960 | E. Doorenbos            |
| 1960 | 1970 | C.E. Peters             |
| 1970 | 1972 | B.B.K. Bosma            |
| 1972 | 1974 | J.A. Veening            |
| 1974 | 1978 | H.C. van Kranenburg     |

Vrijmetselarij · Beginselen · Geschiedenis · Symbolen · Vrijmetselaarsloge · Ordegrondwet · Obediëntie · Regulariteit en irregulariteit · Ritus · Graden · Grootmeester · Gemengde vrijmetselarij · Para-vrijmetselarij · Antivrijmetselarij · Vrijmetselarij in Nederland · Vrijmetselarij in België · Internationale vrijmetselarij
>>> Meer info op Portaal:Vrijmetselarij <<<